# 茹帕諾瓦河
茹帕諾瓦河是俄羅斯的河流，位於堪察加半島，河道全長約150公里，河水主要來自融雪、雨水、地下水和冰川，是紅大馬哈魚、大麻哈魚和大麻哈魚的產卵地。